# Зимин, Алексей Александрович
Алексе́й Алекса́ндрович Зими́н (13 декабря 1971, Дубна, Московская область — 12 ноября 2024, Белград) — российский журналист, телеведущий и ресторатор. Автор телевизионной программы «Готовим с Алексеем Зиминым» на канале НТВ (2011—2022), автор книг «Единицы условности», «Кухня супермаркета», «Кухня рынка», «Кухня навсегда» и «Англомания».

## Биография
Родился 13 декабря 1971 года в городе Дубна в Московской области.
Начал готовить с пяти лет. Был главным редактором школьной газеты. С 1991 по 1996 год изучал стилистику русского языка и русский фольклор на филологическом факультете Московского государственного университета имени М. В. Ломоносова, написал работу о метафизике хлеба и обрядовой еде.
С 1996 по 1999 год — главный редактор журнала «Ресторанные ведомости».
С 1999 по 2004 год — литературный редактор, затем — заместитель главного редактора журнала «Афиша».
С 1999 по 2014 год — гастрономический колумнист и ресторанный критик газеты «Ведомости».
C 2000 по 2003 год — главный редактор журнала GQ.
В 2004 году — главный редактор журнала Gourmet.
C 2004 по 2008 год — главный редактор журнала «Афиша-Мир».
В 2008 году окончил лондонскую школу поваров Le Cordon Bleu. В том же году стал главным редактором журнала «Афиша-Еда» и портала eda.ru.
С 2009 года — гастрономический колумнист газеты «Коммерсантъ».
С 2009 по 2011 год — автор и ведущий кулинарной передачи «Еда с Алексеем Зиминым» на телеканале «Домашний».
2010 год — бренд-шеф кафе Ragout, автор и ведущий передачи «Едем и едим» на СТС.
С 2011 по 2022 год — автор и ведущий передачи «Готовим с Алексеем Зиминым» на НТВ.
В 2012 году открыл поварскую школу «Ragout», в которой за четыре года отучились 2,5 тысячи человек, более 200 из них открыли свои рестораны. В том же году открыл кафе «Угра» в творческом посёлке Никола-Ленивец в Калужской области, где готовят современную еду из местных продуктов.
В 2013 году открыл сеть гастрономического фастфуда «Park-Express» и перезапустил ресторан Центральном доме литераторов.
В 2014 году открыл кафе «Дом 12».
В 2015 году открыл в Пензе бар «Craft» и кафе в московском театре «Гоголь-центр».
С 2015 по 2016 год — продюсер гастрономической части проекта «Дау» в Лондоне.
С 2015 по 2016 год вёл передачу о кулинарии «Я угощаю!» на 9 канале израильского телевидения.
С 2016 года — автор концепции и шеф-повар ресторана «ZIMA Russian Restaurant» в Лондоне.
С 2019 года — главный редактор проекта «ZIMA».
С 2015 года жил в Великобритании.
Скоропостижно скончался 12 ноября 2024 года в Белграде на 53-м году жизни. Причиной смерти стал сердечный приступ. Похоронен на Хайгейтском кладбище в Лондоне.

## Семья
Жена — Татьяна Долматовская (род. 1979), дизайнер, художник по костюмам. Внучка поэта Евгения Долматовского.
Дочь Варвара (род. 2006), сыновья Николай (род. 2009) и Павел (род. 2011).

## Общественная позиция
Выступил против вторжения России на Украину. В связи с этим его кулинарное шоу «Готовим с Алексеем Зиминым» было закрыто на НТВ весной 2022 года.

## Награды
- Премия за лучшую серию путеводителей по городам мира на русском языке (2006)[чья?][источник не указан 394 дня].
- Орден «За заслуги» (2007) — за лучшие тексты о путешествиях[источник не указан 394 дня].
- Премия Google (2009) — за развитие темы еды в российском интернете[источник не указан 394 дня].
- Человек года по версии российского журнала GQ (2010)[23].